# Joanna Vanderham
Joanna Vanderham (Perth, 17 ottobre 1990) è un'attrice britannica.

## Biografia
Joanna Vanderham è nata a Perth e cresciuta a Scone. Suo padre Tom, un uomo d'affari, e la madre Jill, professoressa di ricerca cardiovascolare presso l'ospedale di Ninewells a Dundee, divorziarono quando era piccola. È cresciuta a Scone e Dundee.
Vanderham ha frequentato la scuola Robert Douglas Memorial a Scone e in seguito la High School of Dundee a Dundee, in Scozia. Ha poi continuato a studiare recitazione al Royal Welsh College of Music and Drama di Cardiff.

## Filmografia

### Cinema
- Quel che sapeva Maisie (What Maisie Knew), regia di Scott McGehee e David Siegel (2012)

### Televisione
- The Runaway – miniserie TV, 6 puntate (2011)
- Young James Herriot – miniserie TV, 3 puntate (2011)
- Miss Marple (Agatha Christie's Marple) – serie TV, episodio 6x03 (2012)
- Above Suspicion – serie TV, 3 episodi (2012)
- The Paradise – serie TV, 16 episodi (2012-2013)
- Dancing on the Edge – miniserie TV, 5 puntate (2013)
- Banished – serie TV, 7 episodi (2015)
- The Go-Between, regia di Pete Travis – film TV (2015)
- One of Us – miniserie TV, 4 puntate (2016)
- Man in an Orange Shirt – miniserie TV, 1 puntata (2017)
- Warrior – serie TV, 18 episodi (2019-2020)

## Doppiatrici italiane
Nelle versioni in italiano dei suoi film, Joanna Vanderham è stata doppiata da:
- Francesca Manicone in Quel che sapeva Maisie, Warrior
- Valentina Mari in The Paradise